# Copris warneri
Copris warneri är en skalbaggsart som beskrevs av Mccleve och Kohlmann 2005. Copris warneri ingår i släktet Copris och familjen bladhorningar. Inga underarter finns listade i Catalogue of Life.